# A Szajna-parton, Bennecourt
A Szajna-parton, Bennecourt (Au bord de l'eau, Bennecourt) Claude Monet festménye.
A képen Camille Doncieux, a festő későbbi felesége látható, ahogy a Szajna egyik szigetének partján a fűben ül, szemben vele Gloton falucska, a Bennecourt melletti település. Monet és modellje valószínűleg a vízen lebegő csónakkal evezett át a szigetre. Ez az egyetlen festmény, amely fennmaradt abból a rövid időből, amelyet a pár 1868 tavaszán Glotonban töltött. A falut Émile Zola ajánlotta figyelmükbe mint olcsó vidéki pihenőhelyet Párizs közelében.
A Camille Doncieux melletti fehér folt vitákat váltott ki, ezért a festményt röntgennel vizsgálták meg. Az kimutatta, hogy Monet az alak körül átfestette az eredeti kompozíciót. Egyes vélemények szerint a fehér folt egy kutya, más álláspontok szerint a pár pólyába tekert fia, Jean lett volna.
A festményt a Neuilly-sur-Seine-ben élő Louis Aimé Léon Clapisson vásárolta meg 1889. június 21-én 500 frankért. 1892. április 21-én eladta a képet Paul Durand-Ruelnek 1500 frankért. Az amerikai Potter Palmer az év május 18-án 7500 frankot fizetett érte. Leszármazottai 1922-ben ajándékozták a festményt az Art Institute of Chicagónak.